# Радьківка (Куп'янський район)
Ра́дьківка — село в Україні, у Куп'янському районі Харківської області. Входить до складу Кіндрашівської сільської громади. Населення становить 39 осіб. Орган місцевого самоврядування — Кіндрашівська сільська рада.

## Географія
Село Радьківка знаходиться на відстані 2 км від річок Оскіл і Куп'янка. На відстані 1 км розташоване село Кіндрашівка, за 2 км — місто Куп'янськ. Поруч проходить автомобільна дорога Р79.

## Історія
7 (20) листопада 1917 року, відповідно до Третього Універсалу Української Центральної Ради, увійшло до складу Української Народної Республіки.
12 червня 2020 року, відповідно до розпорядження Кабінету Міністрів України № 725-р «Про визначення адміністративних центрів та затвердження територій територіальних громад Харківської області», увійшло до складу Кіндрашівської сільської територіальної громади.